# Bi-a
Bi-a (tiếng Pháp: billard /bijar/) hay bida, là nhóm các trò chơi thể thao kỹ năng thường chơi với một cây cơ được sử dụng để tác động vào các quả bóng bi-a, di chuyển chúng xung quanh một bàn bi-a phủ vải bao quanh bởi các đệm cao su.
Trong lịch sử, tuy thuật ngữ thể thao bi-a quen thuộc vẫn còn được mọi người sử dụng như là một nhãn chung cho tất cả các trò chơi như vậy, việc sử dụng đã tập trung vào các nghĩa hẹp hơn trong các vùng khác nhau của thế giới. Ví dụ, tại Anh và Úc, "bi-a" thường đề cập riêng cho trò chơi bi-a Anh, trong khi tại Mỹ và Canada nó đôi khi được dùng để chỉ một trận đấu đặc biệt hay đẳng cấp cao, hoặc cho tất cả các trò chơi dùng cơ nói chung, phụ thuộc vào phương ngữ và ngữ cảnh. Còn ở nước khác, môn này được chia làm 3 kiểu: carome 3 băng, carome 2 băng hoặc free-shot (dành cho những người chơi tam giác).
Theo luật chơi, trên bàn bi-a thường có 1 quả trắng, chấm đỏ (quả chính) và 12 quả màu khác nhau (các số từ 1->12 sẽ được phân màu khác nhau) được xếp thành một Hình tam giác. Có 2 người chơi, hay thường gọi là Snooker. Mỗi người phải lấy gậy có viền màu trên tay nắm là màu vàng, viền đánh (tròn) và tay đẩy đánh quả chính vào hình Tam giác có 12 quả. Nếu người chơi nào đánh quả chính mà không đưa các quả theo số từ 1->12 vào lỗ, quyền đánh sẽ được chuyển sang đối thủ (đây là đấu đơn). Nếu người chơi nào đánh quả chính trúng hết các quả theo số thứ tự từ 1->12 vào lỗ dưới thì người đó được gọi là Chiến thắng (nếu theo đội thì tính điểm 2 đội theo từng ván đấu).